# Robert Ellis
Robert Ellis (Lake Jackson (Texas), 6 november 1988) is een Amerikaanse singer/songwriter wiens oorsprong ligt in de countrymuziek. Later ging hij een breder, gevarieerder repertoire spelen, waarbij een belangrijke rol is weggelegd voor de piano.

## Biografie
Robert Ellis begon zijn muzikale loopbaan in Houston, waar hij iedere woensdagavond optrad in de bar Fitzgeralds. Dit werd de “whisky wednesdays” genoemd. Ellis speelde op deze avonden samen met zijn band the Boys vooral oude, traditionele countryliedjes van artiesten als Buck Owens, Willie Nelson en George Jones. Deze avonden trokken steeds meer publiek.
Hij heeft in 2009 een plaat opgenomen, getiteld The Great Re Arranger, die hij in eigen beheer verkocht tijdens de optredens. In 2011 werd hij ontdekt door George Fontaine sr., de eigenaar van het platenlabel New West Records (ook o.a. het label van Steve Earle, John Hiatt en Kris Kristofferson) die hem een contract aanbood. Bij dit label werd zijn tweede album Photographs uitgebracht. Dat was een mengeling van ingetogen akoestische folk, bluegrass en wat vlottere country. Dit album werd door American Songwriter gekozen tot #31 van de vijftig beste albums uit 2011. Robert Ellis heeft dit album geproduceerd samen met geluidstechnicus Steven Christensen,
Nadat hij een tournee had gemaakt door de Verenigde Staten en Europa, ging hij naar Nashville om zijn album The Lights for the Chemical Plant op te nemen. Dat album verscheen in februari 2014 en is geproduceerd door Jacquire King, die o.a. albums heeft geproduceerd van Kings of Leon, James Bay, Norah Jones en Tom Waits. Dat album zorgde voor zijn internationale doorbraak. Op dat album staat onder meer een cover van Still Crazy After All These Years, dat bekend is van Paul Simon. In 2016 is een DeLuxe editie van deze plaat verschenen met 7 bonustracks: 6 demo’s en een liveversie van Tear Stainted Letter (live from Normaltown Hall).
In juni 2016 ging hij opnieuw de studio in voor het gelijknamige album Robert Ellis. Dit album was neerslachtiger van toon, omdat hij net gescheiden was. Hij produceerde zelf dit album. Het werd opgenomen in de Sugar Hill Studios in Houston waar o.a. platen zijn opgenomen van Sir Douglas Quintet, Freddy Fender en Lightnin' Hopkins. In  februari 2019 werd zijn volgende album Texas Piano Man uitgebracht. Zoals de titel aangeeft, ligt in dit album het accent veel meer op de piano. Ook staat er meer popmuziek op deze plaat. Ellis is beïnvloed door o.a. Elton John en Billy Joel. Dit album is opgenomen in de Niles City Sound studio in Fort Worth, Texas. Op de hoes van dit album is hij veel extravaganter dan op eerdere albums: hij zit in de open lucht op een krukje voor een zwarte piano en is gekleed in een wit kostuum met een witte cowboyhoed.

## Discografie

### Albums
- The Great Re Arranger (2009)
- Photographs (2011)
- The Light from the Chemical Planet (2014)
- Robert Ellis (2016)
- Texas Piano Man (2019)

### Singles
- What in it for me (2011)
- Friends like those (2012)
- Good intentions (2014
- Only lies (2014)
- How I love you (2016)